# Jüdischer Friedhof Tulln an der Donau

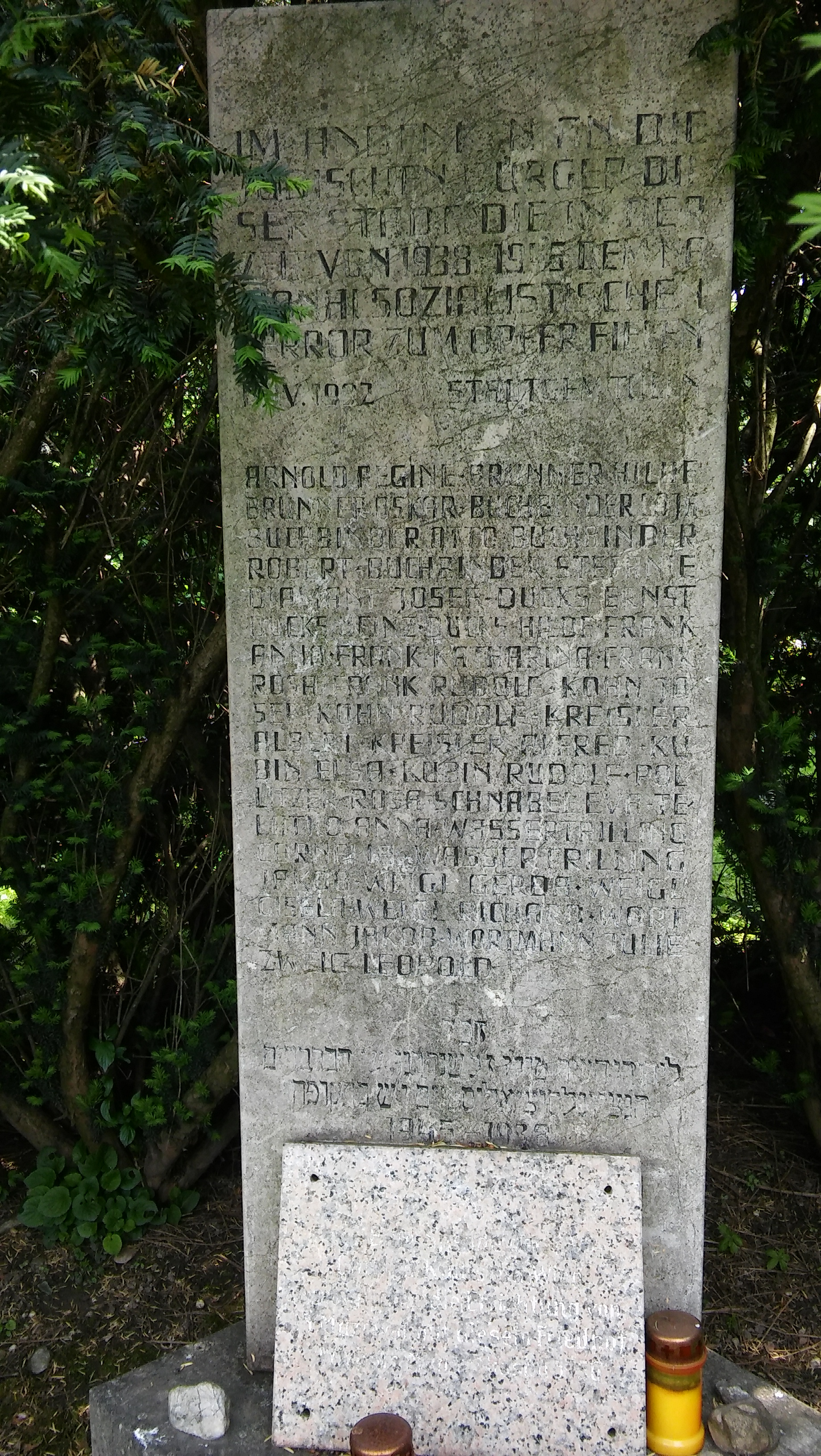
Gedenktafel auf dem jüdischen Friedhof in Tulln

Der Jüdische Friedhof Tulln an der Donau ist ein denkmalgeschützter (Listeneintrag) jüdischer Friedhof in der niederösterreichischen Stadt Tulln an der Donau. Der jüdische Friedhof wurde Mitte der 1880er Jahre errichtet, er liegt an der Paracelsusstraße.
Beim Novemberpogrom 1938 zerstörten SS-Männer die Grabsteine und trugen den Dachstuhl der Leichenhalle ab.
Auf dem kleinen Friedhof sind nur noch wenige Grabsteine erhalten. Um den Friedhofscharakter zu wahren, wurden symbolische Grabsteine aufgestellt. Zur Erinnerung an das Schicksal der jüdischen Bürger von Tulln wurde eine Gedenktafel errichtet.